# Citorek Kidul
Citorek Kidul is een bestuurslaag in het regentschap Lebak van de provincie Banten, Indonesië. Citorek Kidul telt 1644 inwoners (volkstelling 2010).